# 大橋井堰用水
大橋井堰用水（おおはしいぜきようすい）は、埼玉県さいたま市岩槻区を流れる用水路。取水地点である堰、大橋井堰についても述べる。

## 大橋井堰
綾瀬川に設置された堰で、橋と一体型となっており、堰の南側は大橋となっている。日光御成街道（現、埼玉県道2号さいたま春日部線）に架かる橋であり、古くから存在する。
堰は1999年に改修されている。旧橋は1931年竣工だったが架け替えられている。

## 用水路
第一用水、第二用水に分かれ流れている。第一用水は堰のすぐ左岸から、第二用水は堰の少し上流側の左岸から取水している。1961年（昭和36年）には素掘りの水路からコンクリート張りに改修された。第一用水は東北自動車道岩槻インターチェンジの建設に伴い一部地下を流れる。谷下や加倉などの水田を灌漑し、谷下で綾瀬川に合流する。